# Polyrhachis braxa
Polyrhachis braxa é uma espécie de formiga do gênero Polyrhachis, pertencente à subfamília Formicinae.